# 諾韋 (胡利亞伊波萊市鎮)
47°45′1″N 36°23′35″E / 47.75028°N 36.39306°E
諾韋（烏克蘭語：Нове）是位於烏克蘭東南部的村莊，由扎波羅熱州波洛希區的胡利亚伊波莱市镇負責管轄。該村面積0.63平方公里，海拔高度131米，2001年人口107，人口密度每平方公里170.1人。